# Les Ormes, Yonne
Les Ormes är en kommun i departementet Yonne i regionen Bourgogne-Franche-Comté i norra Frankrike. Kommunen ligger i kantonen Aillant-sur-Tholon som tillhör arrondissementet Auxerre. År 2022 hade Les Ormes 284 invånare.

## Befolkningsutveckling
Antalet invånare i kommunen Les Ormes
| Referens: INSEE |